# Sahin Eryilmaz

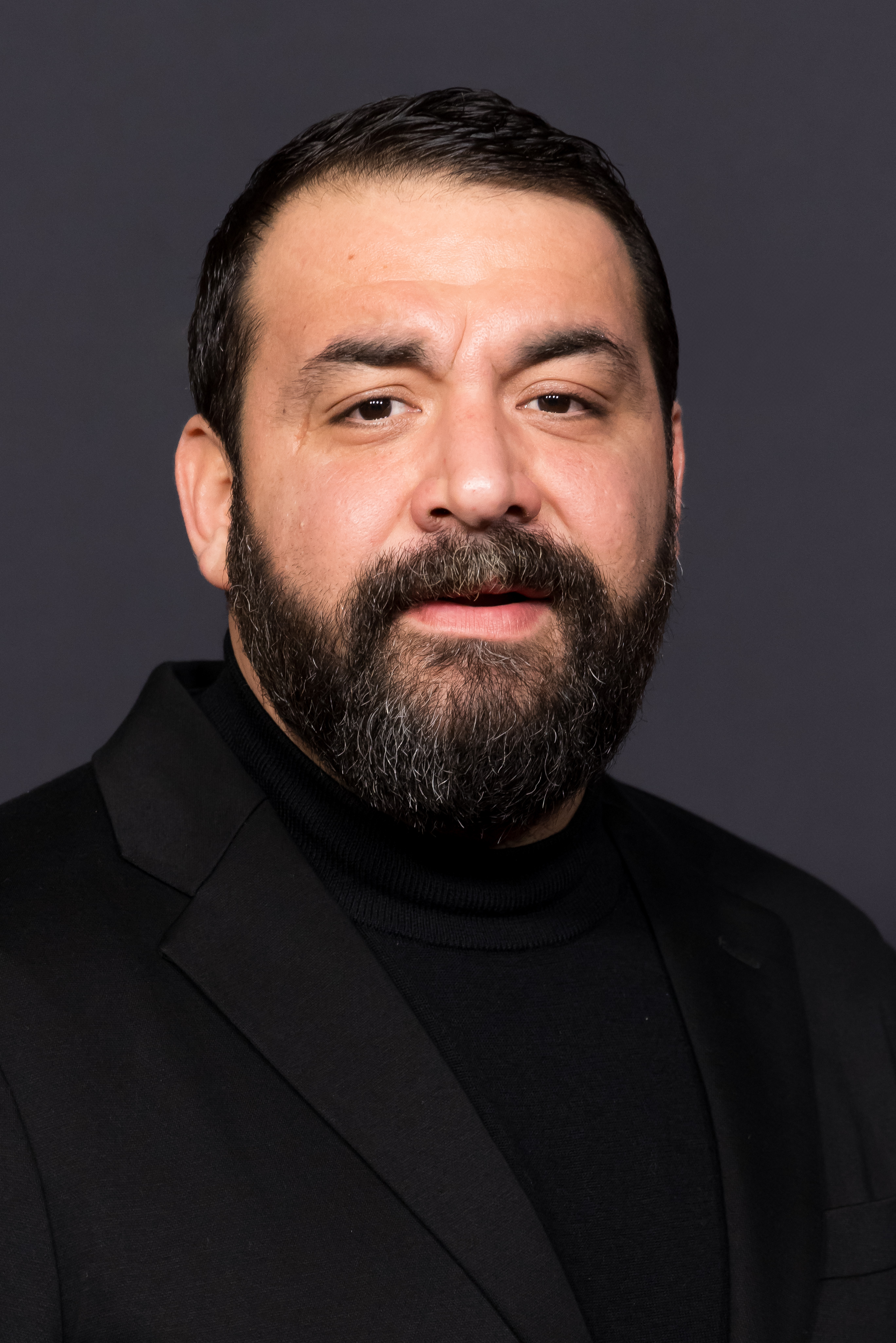
Sahin Eryilmaz, 2024

Sahin Eryilmaz (* 7. Februar 1984 in Köln) ist ein deutscher Filmschauspieler. Besondere Bekanntheit erlangte er für seine Rollen in Skylines und Theresa Wolff.

## Leben
Sahin Eryilmaz wurde 1984 in Köln geboren und wuchs im Stadtteil Seeberg auf. Er besuchte ab 2009 die Film Acting School Cologne, die er 2011 mit Auszeichnung abschloss. 2023 war er neben Christoph Maria Herbst Kino-Botschafter der Film- und Medienstiftung NRW.
Seit 2013 spielte Eryilmaz schon über 10 Mal im Tatort. Zudem spielte er in zahlreichen Serien und Fernsehfilmen mit, so 2014 in der Komödie Kückückskind und 2015 in Einstein. Von 2015 bis 2017 spielte er den Pfleger Dietz in der mehrfach ausgezeichneten Dramedy-Serie Club der roten Bänder. In der mit dem Grimme-Preis ausgezeichneten Netflix-Serie Skylines (2019) spielte er den Talentscout Semir. In der ZDF-Krimireihe Theresa Wolff spielt er seit 2021 den Polizisten Ceyhan Topal.
Im Zuge des schweren Erdbebens in der Türkei 2023 setzte sich Eryilmaz ehrenamtlich stark für die Opferhilfe ein. Im Interview mit dem Kölner Stadt-Anzeiger berichtete er: „Ich war die ganze Zeit auf Autopilot und musste funktionieren, um Hilfen zu organisieren. Innerhalb von 14 Tagen habe ich als Teil einer Menschenkette 23.564 Kisten getragen, die per LKW in die Türkei fuhren oder per Flugzeug einflogen.“
Eryilmaz lebt und arbeitet in Köln.

## Filmografie (Auswahl)
- 2010: Wir müssen reden! (Impro-Comedy, 1 Auftritt)
- 2012: Frisch gepresst
- 2013: Der Medicus
- 2013: Akte Ex – Verlorene Nacht (Fernsehserie, 1 Episode)
- 2013: Frau Ella
- 2013: Tatort: Willkommen in Hamburg
- 2014: Honig im Kopf
- 2014: Koslowski & Haferkamp (Fernsehserie, 1 Episode)
- 2014: Kückückskind
- 2014: Tatort: Kopfgeld
- 2015: Halbe Brüder
- 2015: Einstein
- 2015: Zum Sterben zu früh
- 2015–2017: Club der roten Bänder (Fernsehserie, 22 Episoden)
- 2016: Unsere Zeit ist jetzt
- 2016: Nachtschicht – Der letzte Job (Fernsehserie, 1 Episode)
- 2016: Morgen hör ich auf (Fernseh-Miniserie, 1 Episode)
- 2016: Tatort: Der große Schmerz
- 2016: Marija
- 2016: Der mit dem Schlag
- 2017: Tatort: Böser Boden
- 2018: Großstadtrevier – Braut mit Vorleben
- 2018: Die Füchsin: Spur in die Vergangenheit
- 2018: Ronny & Klaid
- 2018: Reich oder tot
- 2019: Skylines (Fernsehserie)
- 2019: Der letzte Bulle
- 2020: Tatort: Borowski und der Fluch der weißen Möwe
- 2020: In Wahrheit: In einem anderen Leben
- 2021: Alles auf Rot
- 2021: Die Füchsin: Treibjagd
- 2021: Tonis Welt (Fernsehserie)
- 2021: Tatort: Der Reiz des Bösen
- 2021: Gefährliche Wahrheit
- 2021: Die Wespe (Miniserie, 5 Episoden)
- 2021: Theresa Wolff – Home Sweet Home (Fernsehfilmreihe)
- 2021: MOODLAW – We Breathe Atmosphere (Kurzfilm)
- 2022: Theresa Wolff – Waidwund
- 2022: Strafe – Der Dorn (Fernsehreihe)
- 2022: Die Bilderkriegerin (Fernsehfilm)
- 2022: Polizeiruf 110: Daniel A.
- 2022: Tatort: Das Opfer
- 2023: Theresa Wolff – Der Thüringenkrimi – Der schönste Tag
- 2023: Ein Fall für zwei – Tödlicher Fehler
- 2023: Club Las Piranjas (Fernsehserie)
- 2023: Tatort: Cash
- 2024: Theresa Wolff – Dreck!
- 2024: Zeit Verbrechen (Miniserie, Folge Der Panther)
- 2024: Theresa Wolff – Lost
- 2024: Nelly und das Weihnachtswunder (Fernsehfilm)
- 2024: A Better Place (Fernsehserie)
- 2025: Tatort: Die große Angst

## Auszeichnungen (Auswahl)
- 2016: Basler Filmpreis für Marija
- 2016: Deutscher Schauspielerpreis als bestes Ensemble für Club der roten Bänder
- 2016: Sonderpreis beim New Faces Award für Club der roten Bänder
- 2017: Deutscher Schauspielerpreis nominiert als bester Nebendarsteller für Der mit dem Schlag